# Nathaniel Appleton
Nathaniel Appleton (* 5. Oktober 1731 in Boston, Province of Massachusetts Bay; † 17. Juni 1798) war ein US-amerikanischer Kaufmann und Regierungsbeauftragter für Kredite (commissioner of loans). Er ist vor allem für seine einflussreiche abolitionistische Schrift Considerations on slavery (1767) bekannt.
Appleton war der Sohn des bekannten Geistlichen Nathaniel Appleton (1693–1783). Appleton jr. erwarb 1749 am Harvard College einen Abschluss und wurde Geschäftsmann. Er handelte und produzierte zunächst Kerzen, später erwarb er mit Bodengeschäften und Überseehandel ein Vermögen. Appleton hatte zahlreiche ehrenamtliche und Wahl-Ämter und -Funktionen in der Stadt Boston und seinen Institutionen (wie dem Harvard College und der Massachusetts Historical Society) und bei der organisatorischen Seite der Amerikanischen Revolution, während er sich von der Teilnahme an den Kampfhandlungen freikaufte.
1794 wurde Appleton in die American Academy of Arts and Sciences gewählt.